# Ата
Ата (на старогръцки: Ἄτη, Ate) в древногръцката митология е богиня на заслепяването (Ἄτη), заблуждението, помрачението на ума.
Дъщеря е на Ерида, богинята на раздора, и внучка на Никта. Тя е придружавана често от нейната сестра Дисномия („беззаконието“).
При Омир Ата е дъщеря на Зевс. Тя зашеметява хора и богове и ги кара да вършат необмислени неща. Зевс я изгонва завинаги от Олимп. В нейната трагична роля Ата прилича на Немезида.